# Când așchia nu sare departe

„When the Bough Breaks” este un episod din primul sezon al serialul științifico-fantastic „Star Trek: Generația următoare”. Scenariul este scris de Hannah Louise Shearer; regizor este Kim Manners. A avut premiera la 15 februarie 1988.

## Prezentare
O planetă ce existase înainte doar sub formă de legendă își dezvăluie prezența și solicită ajutorul navei Enterprise. Locuitorii planetei sunt sterili și doresc să adopte copii de pe Enterprise— cu forța, dacă e nevoie. Picard salvează copii răpiți de Aldeani.